# Cheleteni, Alba
Cheleteni este un sat în comuna Bistra din județul Alba, Transilvania, România.